# Zaječar

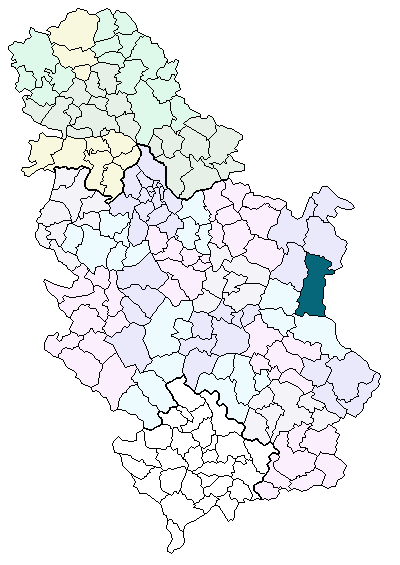
Zaječar i Serbien

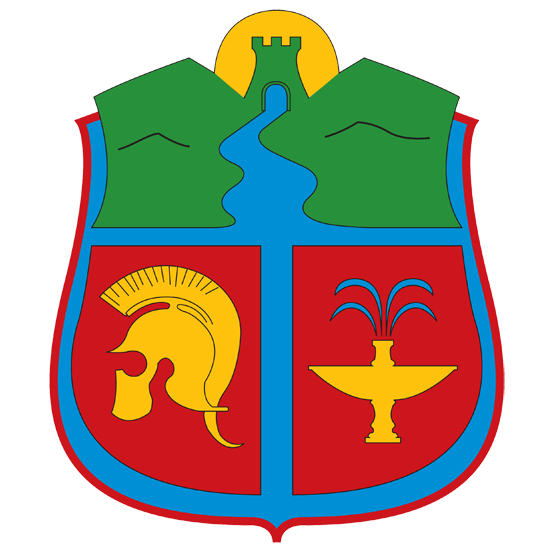

Zaječar (kyrilliska: Зајечар) är en stad och kommun i den geografiska regionen Timočka Krajina i östra Serbien, nära den bulgariska gränsen. Staden har 39 491 och kommunen har 65 969 invånare.[källa behövs]

## Namn
På torlakdialekten som är en av serbiskans dialekter betyder zajec "hare". På standardiserad serbiska heter "hare" zec, och på bulgariska zayak. Därav stadens bulgariska namn Zaychar (Зайчар).
Det finns en minoritet av valaker i denna delen av Serbien och på deras språk heter staden Zāiicer som betyder "gudarna kommer fråga (efter offer)".

## Historia
I området runt dagens Zaječar föddes tre romerska kungar:
- Galerius (293-311)
- Maximinus Daia (305-312)
- Licinius (308-324)

I närheten av Zaječar finns ett romerskt palats (Felix Romuliana) från 200-talet.

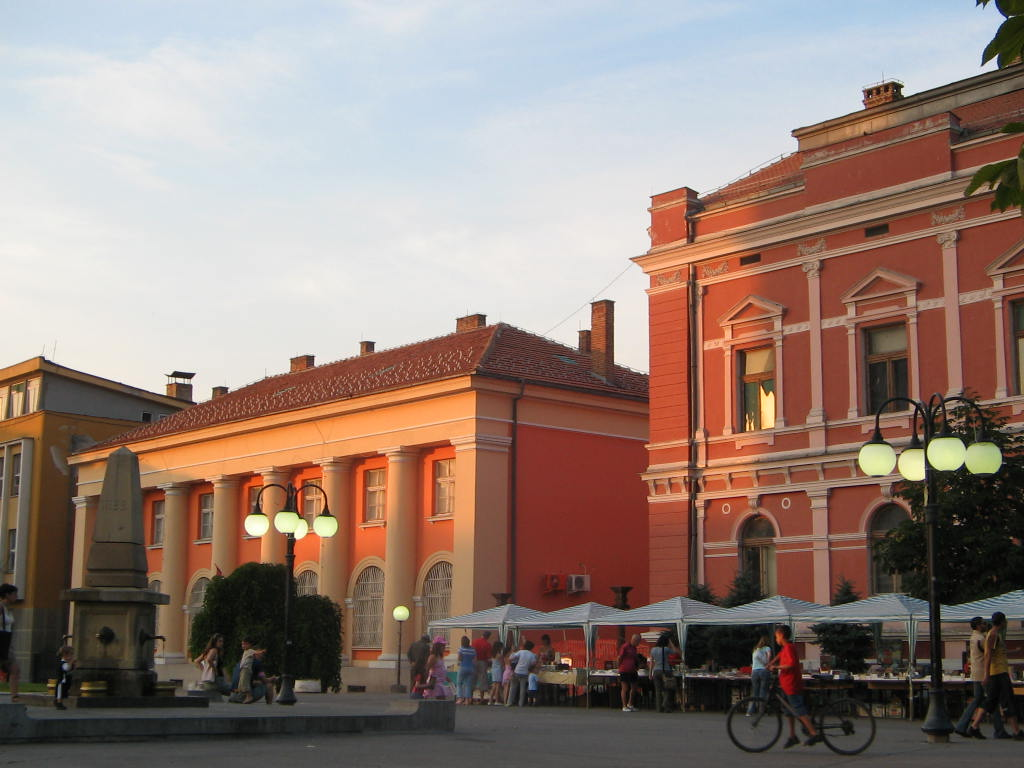
Zaječars centrum

Under sitt nuvarande namn nämns staden första gången 1466. Då levde endast åtta familjer i samhället.

## Demografi
Folkgrupper i kommunen enligt folkräkningen 2002:
- 59 867 (90,75%) serber
- 2 981 (4,52%) valaker
- övriga